# Полет 604 на „Етиопиън Еърлайнс“
Полет 604 на „Етиопиън Еърлайнс“ е редовен пътнически полет от международно летище „Боле“ в Адис Абеба, през летище „Бахир Дар“ в Бахир Дар, Етиопия до международно летище „Асмара“ в Асмара, Еритрея. На 15 септември 1988 г. самолетът „Боинг 737-200“, който изпълнява полета с 98 пътници и 6 членове на екипажа на борда, претърпява авария след сблъсък на ято гвинейски гълъби, докато излита от летище „Бахир Дар“. Въпреки опитите на капитана да избегне опасността птиците попадат в двата двигателя на самолета и впоследствие прегряват.
Единият от двигателите незабавно загуби тяга, докато другият го прави при спешното връщане обратно към летището. По време на кацането по корем самолетът се разпада и запалва, което убива 35 души на борда.